# 你旁觀的罪
《你旁觀的罪》（韓語：당신이 죽였다），為Netflix預計於2025年上線公開的原創韓國劇集，改編自日本小說家奧田英朗2014年的作品《直美與加奈子》，由《皇后的品格》、《惡鬼》的李正林導演執導，金孝貞編劇執筆。本劇入選第30屆釜山國際電影節“On Screen”單元並於電影節首映部分內容。

## 劇情概要
劇情講述兩個女人面臨著一個現實，除非殺人或死亡，否則無法逃脫。她們決定行凶，並捲入意外事件的故事。

## 演員陣容

### 主要人物
| 演員   | 角色   | 介紹                                                                                                   |
| ------ | ------ | --- |
| 全少妮 | 恩秀   | 百貨公司奢侈品區的職員，自幼帶著創傷成長，為了拯救和她同樣生活在痛苦之中的熙秀而做出重大的決定。       |
| 李瑜美 | 熙秀   | 曾是一位前途無量的童書作家，卻因丈夫的暴力而過著地獄般的生活，為了逃脫，她與恩秀展開謀殺的計劃。       |
| 張勝祖 | 陳杓   | 熙秀的丈夫。                                                                                           |
| 李茂生 | 陳少白 | 「鎮江商會」的代表，透過白手起家而達到現在的地位。當他發現恩秀和熙秀的計劃後，成為支持她們的堅強後盾。 |

## 外部連結
- 在Netflix上觀看《你旁觀的罪》
- Daum上《你旁觀的罪》的資料